# Назони, Никколо
Никколо Назони (итал. Niccoló Nasoni); по приезде в Португалию Николау Назони (порт. Nicolau Nasoni; 2 июня 1691, Сан-Джованни-Вальдарно — 30 августа 1773, Порту) итальянский архитектор, фресочник, мастер декоративного украшения ретабло и алтарей в стиле «tahla dourada» (талья дорада — позолоченное дерево). Мастер барокко.

## Биография
Родился в Тоскане, 2 июня 1691 в городке Сан-Джованни-Вальдарно. Получил образование в Сиене у Джузеппе Николо Назини (1657—1736) с 1713 по 1720 г. Во время этого раннего периода он построил катафалк для Фердинандо де Медичи (1663—1713) в соборе Сиены и триумфальную арку для приема нового архиепископа. Продолжая работу под руководством своего наставника в Соборе Сиены, изучал архитектуру и живопись. Затем Назони выполняет заказ в Риме, а в 1723—1725 годах выполняет заказы Мальтийского Ордена на Мальте. Великим Магистром Мальтийского Ордена в то время был португальский дворянин Дом Антонио де Вилена. Назони настолько удачно украсил декорациями парад в его честь, что обратил на себя внимание графа Франческо Пиколомини. С помощью графа он получил крупный заказ на украшение фресками Дворца Магистра Мальты. Эта работа принесла Назони настоящую славу, будучи высоко оцененной современниками.
В 1725 г. Назони принимает приглашение Джеронимо ди Таворо, декана Порту, с братом которого он познакомился на Мальте, переехать в Португалию, где он будет жить и работать до своей смерти в 1773. Главной идеей Назони было преобразить Порту в барочном стиле. Его первые художественные произведения в Порту были фрески на стенах собора, написанные в 1725, в настоящее время практически затёртые. Здесь он представил в Португалии приём квадратуры (оптический обман — нарисованные ложные купола в церквях), типичный для этого периода.
Насони был женат дважды: первый раз в 1729 году на неаполитанке Д. Изабель Кастриотто, но через два года овдовел. Крёстный отец его сына пригласил Назони разработать план строительства церкви и башни Клириков — Клеригуш, ставшие символом Порту. Эта работа мастера, по отзывам современников, стала самой грандиозной. Вторично Назони женился в 1731 году на португалке Антонии Maшкараньяш Maлафайа, от которой имел пятерых детей. За пятьдесят лет жизни в Португалии Насони построил и реставрировал множество зданий и строений в Порту и в его окрестностях.
В 1770 году Назони вступает в братство клириков и живёт при церкви Клеригуш. По завещанию мастера похоронили в безымянной могиле, в крипте церкви Клеригуш.

## Работы

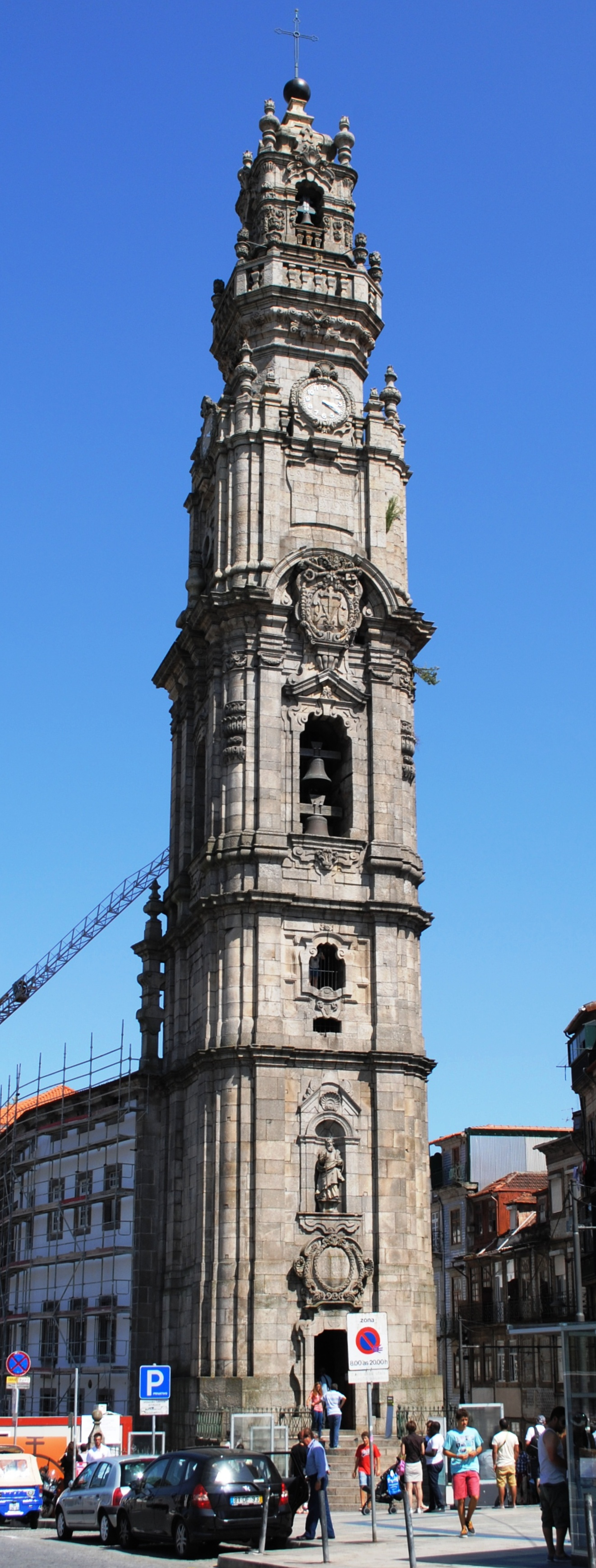
Кампанила церкви Клеригуш

- Лоджия Кафедрального собора в Порту
- Дворец Сан-Жуан O Ново (1723—1733) (Порту) (сейчас этнографический и исторический музей)
- Собор Ламего (1738—1743): восстановление собора и живописи ложных куполов с использованием квадратуры.
- Фрески, изображающие Апокалипсис (1739; не сохранились) на потолке нефа церкви Св. Еулалии, в сельской провинции Траш ош Монтиш
- Церковь Бон Жезуш (1743), великолепный барочный храм в Матосиньюш, к северу от Порту. Здесь он добавил элемент горизонтальности (довольно редкий в португальской архитектуре).
- Церковь-де-Санта Мария (1745), Вила-Нова-де-Гайя (на другой стороне реки Дору, перед Порту)
- Ретабло в церкви Санту-Илдефонсу (1745)
- Проекты для детского дома Носа-Сеньора-да-Эсперанса (1746)
- Quinta де Ramalde (1746): добавлены неоготические элементы, такие как декоративные зубцы на центральной башне.
- фасад церкви Милосердия (1749) (Порту)
- Дворец Фрейшу (1750) (Порту)
- центральная часть дворца Матеуш (закончил в 1750 году) (Вила-Реал)
- Кинта да Прелада (законченный до 1758): один из его самых театральных проектов, полный фантазии, такой как гранитный фонтан Черепахи (не завершена)
- Капела Нова (Вила-Реал)
- Епископский дворец в Порту (спланирован в 1734, начал строиться в 1746, закончен дворец после смерти мастера)
- Церковь и башня Клеригуш в Порту (1733—1756)
- Фасад церкви ду Карму в Порту
- Серебряный алтарь в кафедральном соборе Се весом 300 кг в стиле Мануэлино